# Маттіас Нільссон
Маттіас Нільссон (швед. Mattias Nilsson нар. 19 лютого 1982  Естерсунд, Швеція) — шведський біатлоніст, чемпіон світу з біатлону серед юніорів в спринті 2002 року, учасник чемпіонатів світу з біатлону, переможець та призер етапів кубка світу з біатлону. У 2011 році завершив професійну кар'єру через проблеми зі здоров'ям.

## Виступи на Олімпійських іграх
| Рік  | Місце проведення | Інд | Спр | Пр | МС | Ест |
| 2006 | Турин            | 44  | 7   | 20 | 14 | 4   |
| 2010 | Ванкувер         | 34  |     |    |    | 4   |

## Виступи на чемпіонатах світу
| Рік  | Місце проведення     | Інд | Спр | Пр  | МС | Ест | ЗМ |
| 2003 | Ханти-Мансійськ      |     | 24  | 28  |    | 7   |    |
| 2004 | Обергоф              | 59  | 49  | LAP |    | 6   |    |
| 2005 | Гохфільцен           | 56  | 30  | 24  |    | 7   |    |
| 2006 | Поклюка              |     |     |     |    |     | 6  |
| 2007 | Антхольц-Антерсельва | 28  | 16  | 19  | 10 | 7   |    |
| 2008 | Естерсунд            | 54  | 60  | 35  |    | 6   |    |
| 2009 | Пхьончхан            | 26  | 26  | 27  | 20 | 9   |    |

## Кар'єра в Кубку світу
- Дебют в кубку світу — 5 грудня 2002 року в спринті в Естерсунді — 46 місце.
- Перше попадання в залікову зону — 4 грудня 2003 року в спринті в Контіолахті — 25 місце.
- Перший подіум — 6 грудня 2003 року в естафеті в Контіолахті — 3 місце.
- Перший особистий подіум — 23 березня 2006 року в спринті в Осло — 3 місце.
- Перша перемога — 6 січня 2005 року в естафеті в Обергофі — 1 місце.
- Останній виступ — 14 січня 2011 року в спринті в Рупольдінгу — 62 місце.

## Список призових місць на етапах Кубка світу
За свою кар'єру виступів на етапах Кубка світу з біатлону Маттіас 6 разів підіймався на подіум пошани, з них 2 рази на найвищу сходинку (дві перемоги здобуті у складі естафетної збірної). Найкращого ж особистого результату в загальному заліку біатлоністів спортсмену вдалося досягти в сезоні 2006/2007, коли він за підсумками сезону посів 22 місце.
| № | Позиція | Дисципліна | Етап        | Місце проведення |
| - | ------- | ---------- | ----------- | ---------------- |
| 1 | 1       | естафета   | 2004/05 — 4 | Обергоф          |
| 2 | 1       | естафета   | 2008/09 — 7 | Ванкувер         |
| 3 | 2       | естафета   | 2008/09 — 3 | Гохфільцен       |

| № | Позиція | Дисципліна | Етап        | Місце проведення |
| - | ------- | ---------- | ----------- | ---------------- |
| 4 | 3       | естафета   | 2003/04 — 1 | Контіолахті      |
| 5 | 3       | спринт     | 2005/06 — 9 | Осло             |
| 6 | 3       | спринт     | 2007/08 — 3 | Поклюка          |

## Загальний залік в Кубку світу
- 2002-2003 — 73-е місце (7 очок)
- 2003-2004 — 58-е місце (25 очок)
- 2004-2005 — 42-е місце (90 очок)
- 2005-2006 — 28-е місце (197 очок)
- 2006-2007 — 36-е місце (108 очок)
- 2007-2008 — 22-е місце (283 очки)
- 2008-2009 — 34-е місце (228 очок)
- 2009-2010 — 52-е місце (108 очок)
- 2010-2011 — 69-е місце (50 очок)

## Статистика стрільби
| № п/п | Сезон     | Загальна        | Індивідуальна гонка | Спринт         | Гонка переслідування | Мас-старт     | Естафета      |
| ----- | --------- | --------------- | ------------------- | -------------- | -------------------- | ------------- | ------------- |
| 1     | 2002-2003 | 69,6%(103/148)  | 0,0% (0/0)          | 77,5% (31/40)  | 66,3% (53/80)        | 0,0% (0/0)    | 67,9% (19/28) |
| 2     | 2003-2004 | 70,0% (189/270) | 72,5% (29/40)       | 68,9% (62/90)  | 71,0% (71/100)       | 0,0% (0/0)    | 67,5% (27/40) |
| 3     | 2004-2005 | 77,4% (304/393) | 75,0% (60/80)       | 76,7% (69/90)  | 78,8% (126/160)      | 0,0% (0/0)    | 77,8% (49/63) |
| 4     | 2005-2006 | 77,8% (316/406) | 83,3% (50/60)       | 75,0% (60/80)  | 79,2% (95/120)       | 76,3% (61/80) | 75,8% (50/66) |
| 5     | 2006-2007 | 73,6% (285/387) | 75,0% (60/80)       | 75,6% (68/90)  | 74,3% (104/140)      | 90,0% (18/20) | 61,4% (35/57) |
| 6     | 2007-2008 | 75,7% (312/412) | 77,5% (31/40)       | 79,0% (79/100) | 80,0% (112/140)      | 70,0% (56/80) | 65,4%(34/52)  |
| 7     | 2008-2009 | 74,9% (317/423) | 78,8% (63/80)       | 79,0% (79/100) | 77,1% (108/140)      | 65,0% (13/20) | 65,1% (54/83) |
| 8     | 2009-2010 | 77,7% (185/238) | 85,0% (51/60)       | 72,9% (51/70)  | 90,0% (36/40)        | 0,0% (0/0)    | 69,1% (47/68) |
| 9     | 2010-2011 | 74,5% (108/145) | 85,0% (34/40)       | 74,0% (37/50)  | 72,5% (29/40)        | 0,0% (0/0)    | 53,3% (8/15)  |